# IHL 1974/75
Die Saison 1974/75 war die 30. reguläre Saison der International Hockey League. Während der regulären Saison sollten die elf Teams jeweils 76 Spiele bestreiten, jedoch musste der Spielplan aufgrund des vorzeitigen finanziellen Ausscheidens der Lansing Lancers überarbeitet werden. In den Play-offs setzten sich die Toledo Goaldiggers durch und gewannen den ersten Turner Cup in ihrer Vereinsgeschichte.

## Teamänderungen
Folgende Änderungen wurden vor Beginn der Saison vorgenommen:
- Die Lansing Lancers wurden als Expansionsteam in die Liga aufgenommen und stellten noch während der laufenden Saison den Spielbetrieb wieder ein.
- Die Kalamazoo Wings wurden als Expansionsteam in die Liga aufgenommen.
- Die Toledo Hornets wurden verkauft und änderten ihren Namen in Toledo Goaldiggers.
- Die Port Huron Wings kehrten zu ihrem ursprünglichen Namen Port Huron Flags zurück.

## Reguläre Saison

### Abschlusstabelle
Abkürzungen: GP = Spiele, W = Siege, L = Niederlagen, T = Unentschieden, OTL = Niederlage nach Overtime, GF = Erzielte Tore, GA = Gegentore, Pts = Punkte
| North Division   | GP | W  | L  | T | GF  | GA  | Pts |
| ---------------- | -- | -- | -- | - | --- | --- | --- |
| Muskegon Mohawks | 75 | 48 | 24 | 3 | 325 | 240 | 99  |
| Flint Generals   | 75 | 44 | 26 | 5 | 287 | 220 | 93  |
| Saginaw Gears    | 75 | 43 | 29 | 3 | 302 | 259 | 89  |
| Port Huron Flags | 76 | 35 | 38 | 3 | 255 | 270 | 73  |
| Kalamazoo Wings  | 75 | 17 | 53 | 5 | 203 | 318 | 39  |
| Lansing Lancers  | 41 | 12 | 28 | 1 | 145 | 216 | 25  |

| South Division      | GP | W  | L  | T | GF  | GA  | Pts |
| ------------------- | -- | -- | -- | - | --- | --- | --- |
| Dayton Gems         | 75 | 46 | 36 | 3 | 297 | 256 | 95  |
| Columbus Owls       | 76 | 40 | 32 | 4 | 307 | 275 | 84  |
| Toledo Goaldiggers  | 76 | 34 | 38 | 4 | 285 | 275 | 72  |
| Des Moines Capitols | 76 | 31 | 38 | 7 | 253 | 264 | 69  |
| Fort Wayne Komets   | 76 | 26 | 44 | 6 | 247 | 313 | 58  |

## Turner-Cup-Playoffs
| Turner-Cup-Viertelfinale | Turner-Cup-Viertelfinale | Turner-Cup-Viertelfinale |    |                  | Turner-Cup-Halbfinale | Turner-Cup-Halbfinale | Turner-Cup-Halbfinale |  |  | Turner-Cup-Finale | Turner-Cup-Finale | Turner-Cup-Finale |
|                          |                          |                          |    |                  |                       |                       |                       |  |  |                   |                   |                   |
| N1                       | Muskegon Mohawks         | 4                        |    |                  |                       |                       |                       |  |  |                   |                   |                   |
| N4                       | Port Huron Flags         | 1                        |    |                  |                       |                       |                       |  |  |                   |                   |                   |
| N4                       | Port Huron Flags         | 1                        | N1 | Muskegon Mohawks | 3                     |                       |                       |  |  |                   |                   |                   |
|                          |                          |                          | N1 | Muskegon Mohawks | 3                     |                       |                       |  |  |                   |                   |                   |
|                          | N3                       | Saginaw Gears            | 4  |                  |                       |                       |                       |  |  |                   |                   |                   |
| N2                       | N3                       | Saginaw Gears            | 4  | Flint Generals   | 1                     |                       |                       |  |  |                   |                   |                   |
| N2                       |                          |                          |    | Flint Generals   | 1                     |                       |                       |  |  |                   |                   |                   |
| N3                       | Saginaw Gears            | 4                        |    |                  |                       |                       |                       |  |  |                   |                   |                   |
| N3                       | Saginaw Gears            | 4                        | N3 | Saginaw Gears    | 3                     |                       |                       |  |  |                   |                   |                   |
|                          |                          |                          |    | Saginaw Gears    | 3                     |                       |                       |  |  |                   |                   |                   |
|                          | S3                       | Toledo Goaldiggers       | 4  |                  |                       |                       |                       |  |  |                   |                   |                   |
| S1                       | S3                       | Toledo Goaldiggers       | 4  | Dayton Gems      | 4                     |                       |                       |  |  |                   |                   |                   |
| S1                       |                          |                          |    | Dayton Gems      | 4                     |                       |                       |  |  |                   |                   |                   |
| S4                       | Des Moines Capitols      | 3                        |    |                  |                       |                       |                       |  |  |                   |                   |                   |
| S4                       | Des Moines Capitols      | 3                        | S1 | Dayton Gems      | 3                     |                       |                       |  |  |                   |                   |                   |
|                          |                          |                          | S1 | Dayton Gems      | 3                     |                       |                       |  |  |                   |                   |                   |
|                          | S3                       | Toledo Goaldiggers       | 4  |                  |                       |                       |                       |  |  |                   |                   |                   |
| S2                       | S3                       | Toledo Goaldiggers       | 4  | Columbus Owls    | 1                     |                       |                       |  |  |                   |                   |                   |
| S2                       |                          |                          |    | Columbus Owls    | 1                     |                       |                       |  |  |                   |                   |                   |
| S3                       | Toledo Goaldiggers       | 4                        |    |                  |                       |                       |                       |  |  |                   |                   |                   |

## Vergebene Trophäen

### Mannschaftstrophäen
| Auszeichnung                                          | Team               |
| ----------------------------------------------------- | ------------------ |
| Turner Cup Gewinner der IHL-Playoffs                  | Toledo Goaldiggers |
| Fred A. Huber Trophy Bestes Team der regulären Saison | Muskegon Mohawks   |

### Individuelle Trophäen
| Auszeichnung                                                       | Spieler       | Team             |
| ------------------------------------------------------------------ | ------------- | ---------------- |
| James Gatschene Memorial Trophy MVP der regulären Saison           | Gary Ford     | Muskegon Mohawks |
| Leo P. Lamoureux Memorial Trophy Bester Scorer                     | Rick Bragnalo | Dayton Gems      |
| Governor’s Trophy Bester Verteidiger                               | Murray Flegel | Muskegon Mohawks |
| James Norris Memorial Trophy Torhüter mit den wenigsten Gegentoren | Merlin Jenner | Flint Generals   |
| James Norris Memorial Trophy Torhüter mit den wenigsten Gegentoren | Bob Volpe     | Flint Generals   |
| Garry F. Longman Memorial Trophy Bester Rookie                     | Rick Bragnalo | Dayton Gems      |